# Sósnitsi (Vladímir)
|  | Per a altres significats, vegeu «Sósnitsi». |

Sósnitsi (en rus: Сосницы) és un poble de l'óblast de Vladímir, a Rússia, segons el cens del 2010 tenia 7 habitants. Pertany al districte municipal de Múrom.